# 老布尔什维克
老布尔什维克（俄语：ста́рый большеви́к），是对在1917年俄国革命以前加入布尔什维克党的一个非官方名称。许多老布尔什维克不是在大清洗中被处决，就是死于不明原因。
根据D.A. Chygayev在1972年出版的一部苏联书籍里称，1922年共有44148名老布尔什维克。Vadim Rogovin援引俄共（布）十三大上的数据，在1924年共有60万名党员，0.6%于1905年以前入党，2%在1906年至1916年期间入党，1917年入党的小于9%。
1930年代，约瑟夫·斯大林将许多老布尔什维克从权力机关里移除。多数被以“叛国罪”处决，少数被送往古拉格进行劳动改造，极少数被送往国外当大使，远离权力中心。

## 著名的老布尔什维克
- 米哈伊爾·鮑羅廷
- 尼古拉·布哈林
- 费利克斯·捷尔任斯基
- 伊利亚·爱伦堡
- 米哈伊尔·加里宁
- 列夫·加米涅夫
- 谢尔盖·基洛夫
- 亚历山德拉·柯伦泰
- 斯坦尼斯拉夫·科西奥尔
- 娜杰日达·克鲁普斯卡娅
- 弗拉基米尔·列宁
- 弗拉基米尔·马雅可夫斯基
- 阿纳斯塔斯·米高扬
- 维亚切斯拉夫·莫洛托夫
- 谢尔戈·奥尔忠尼启则
- 帕维尔·波斯特舍夫
- 格奥尔基·皮达可夫
- 卡尔·拉狄克
- 阿列克谢·李可夫
- 季莫费·萨普罗诺夫
- 费奥多尔·谢尔盖耶夫
- 约瑟夫·斯大林
- 叶莲娜·斯塔索娃
- 谢苗·特尔-彼得罗相
- 克利缅特·伏罗希洛夫
- 亨里希·雅戈达
- 雅科夫·尤罗夫斯基
- 葉夫根尼·扎米亞京
- 安德烈·日丹诺夫
- 格里戈里·季诺维也夫
- 拉扎尔·卡冈诺维奇